# Robert Buron
Robert Albert Gaston Buron (født 27. februar 1910 i Paris, Frankrig, død 28. april 1973) var en fransk økonom, politiker og borgmester.
Buron født i 1910 i Paris. Han blev kidnappet i Kuppet i Algiers i 1961, og i 1965 grundlagde han Objektif 72, en politisk bevægelse. I de sidste år af sit liv var han borgmester i Laval. Lycée Robert Buron i Laval, er opkaldt efter ham.
Han døde i 1973 i Paris.

## Bøger
- Les obligations du trustee en droit anglais, Parigi, Société général d'imprimerie et d'édition, 136 p., 1938. (fransk)
- Cahiers du travaillisme français, 1943-1944 (fransk)
- Dynamisme des États-Unis, recueil d'articles parus dans la presse, 1950-1957, Parigi: S.A.D.E.P., 1957, 96 p. (fransk)
- Le plus beau des métiers, Parizo: Plon, 1963, 252 p. (fransk)
- Carnets politiques de la guerre d'Algérie: par un signataire des Accords d'Évian, Parizo: Plon, 1965, 267 p. (fransk)
- Les dernières années de la Quatrième République, carnets politiques, Parizo: Plon, 1968. (fransk)
- Demain la politique, réflexions pour une autre société (kun Jean Offredo kaj Objectif 72), Parizo: Denoël, 1970, 256 p. (fransk)
- Pourquoi je suis de nouveau candidat ?, Vendôme: C.F.I.B., 1972, 60 p. (fransk)
- Par goût de la vie, kun Jean Offredo, Parigi: Cerf, 1973, 114 p. (Pour quoi je vis). (fransk)
- La Mayenne et moi ou de la démocratie chrétienne au socialisme, postfacio de Marie-Louise Buron, (Malakoff): Cana, 1978, 147 p. (Mémoire vivante). (fransk)